# Crâne de cristal

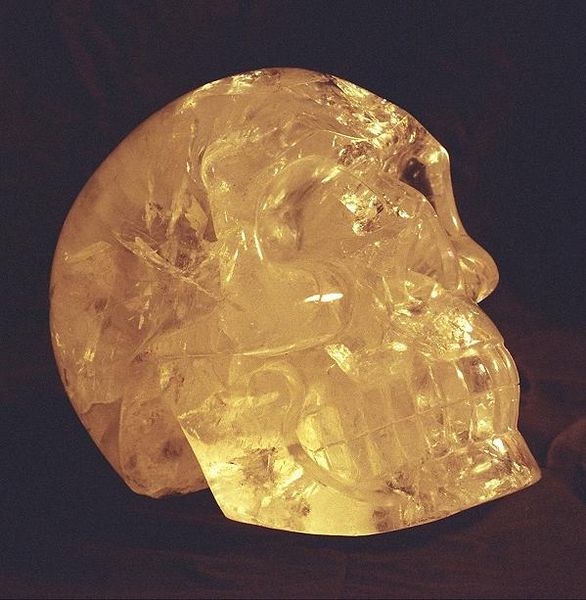
Un crâne de cristal.

Un crâne de cristal est une représentation de crâne humain en cristal de roche, façonné à partir du XIXe siècle en vue de se faire passer pour de l'art précolombien.
Ces crânes ont été exposés, parfois pendant plus d'un siècle, dans les plus grands musées du monde (dont le Musée du Quai Branly) avant que la fraude soit mise en évidence.

## Histoire
Ce type d’objet était très prisé des amateurs d'antiquités mésoaméricaines précolombiennes au XIXe siècle. Considérés à tort à l'époque comme représentatifs des cultures aztèque et maya, les exemplaires les plus prestigieux, fabriqués très probablement en Allemagne, étaient le « crâne de Paris » et le « crâne de Londres », qui ont fait l’objet de nombreux articles et dont le prêt a souvent été sollicité.
Dès le début du XXe siècle, ces objets ont attiré les amateurs d'ésotérisme qui leur prêtaient une origine surnaturelle, ainsi que des pouvoirs de guérison physique et spirituelle. Le plus remarquable était celui que l’explorateur Frederick Mitchell-Hedges prétendait avoir découvert en 1924 au Belize.
Les fouilles du XXe siècle n'ont pas confirmé la place supposée du crâne de cristal dans les cultures précolombiennes. Dans les années 1990, les pièces des collections publiques ont fait l’objet d’expertises dont les résultats indiquent qu’il s’agit de créations tardives, des XIXe et XXe siècles.

### Origine moderne des crânes de cristal

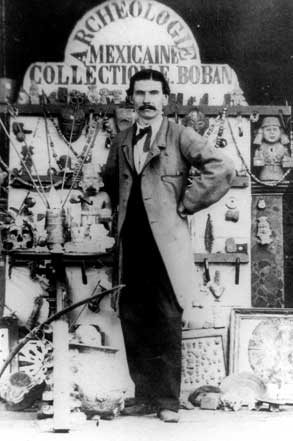
Eugène Boban, fournisseur des crânes de Paris et Londres.

Les analyses récentes commanditées par les musées ont réfuté l'origine précolombienne des crânes de cristal. La première fut effectuée en 1992 par la Smithsonian Institution à l’occasion de l’expertise d’un crâne proposé par un collectionneur. Le doute planait déjà, les fouilles effectuées au XXe siècle en Mésoamérique n’ayant jamais mis au jour de tels objets. Par ailleurs, des traces d’usage d'instrument rotatif avaient été remarquées sur la surface du crâne de Londres dès 1950.
Jane MacLaren Walsh, chercheuse de la Smithsonian Institution, proposa en conclusion que les crânes les plus anciens comme ceux de Londres et Paris étaient des faux fabriqués probablement en Allemagne entre 1867 et 1886 à partir de cristal brésilien. Ils proviennent tous de la même source : Eugène Boban. Cet antiquaire français installé tout d’abord au Mexique avait gagné la réputation de spécialiste en matière d’antiquités américaines et a fourni une grande partie des pièces acquises au XIXe siècle par les musées français, dont le musée de l’Homme. Si la grande majorité de ses collections sont d'authentiques antiquités, des imitations se sont glissées dans le lot. Ainsi, en 1886, il quitte le Mexique pour New York, le musée de Mexico ayant refusé à grand fracas un crâne de cristal considéré comme faux,.
Le crâne de Londres a bénéficié d'une première analyse en 1996, puis d’une plus poussée en 2004, qui tend à prouver qu'il s'agit d'un faux. Des observations au microscope électronique ont permis de détecter sur la surface du crâne des marques droites et parfaitement espacées, qui apportent la preuve de l'utilisation d'une roue de polissage moderne. Un polissage manuel aurait conduit à la formation de minuscules traces réparties aléatoirement.
À l'époque des premières analyses, il était impossible de dater un crâne en quartz. Cependant, une méthode de datation basée sur l'hydratation du quartz, consistant à mesurer l'épaisseur de la couche d'eau, de l'ordre du micromètre, qui s'infiltre dans le cristal au fil du temps, a permis de déterminer que les crânes avaient été réalisés entre environ 1770 et 1920. Aucun d'eux n'a été mis au jour dans le cadre de fouilles archéologiques.
En octobre 2011, l'hebdomadaire allemand Der Spiegel soutient à nouveau que ces crânes « maya » seraient en réalité de fabrication allemande.
Depuis les analyses scientifiques prouvant qu'ils ont été taillés récemment, celui de Paris n'est plus exposé qu'à titre exceptionnel, comme en 2008 à l'occasion de la sortie du film Indiana Jones et le Royaume du crâne de cristal, ou encore en 2011 au Laténium, à l'occasion d'une exposition intitulée L'Âge du faux. Celui de Londres est accompagné d'un panneau expliquant qu'il a sans doute été fabriqué au XIXe siècle. Néanmoins, les crânes de cristal gardent leur pouvoir de fascination et le monde New Age croit toujours en leur supposé pouvoir de guérison.

## Crânes de cristal célèbres

### Le crâne de cristal de F. A. Mitchell-Hedges
Le crâne de cristal le plus connu des amateurs d'occultisme est celui de l'explorateur britannique Frederick Albert Mitchell-Hedges (1882-1959). Il présenta son crâne comme le résultat de fouilles archéologiques ayant eu lieu en 1924 dans la cité maya Lubaantun au Belize. L'objet aurait été découvert par sa fille adoptive Anna Mitchell-Hedges, autorisée à participer aux fouilles à l'occasion de l'anniversaire de ses 17 ans. En réalité, les fouilles ont été organisées en 1925 par la commission maya du British Museum, dont Mitchell-Hedges était membre. 
Quand Mitchell-Hedges retourne en Grande-Bretagne en 1950, il prétend que son crâne de cristal a plus de 3 600 ans et qu’il a servi aux prêtres mayas pour des rites ésotériques, ce qu’il déclare dans son autobiographie en 1954. Joe Nickell, un enquêteur américain, a découvert que le crâne de cristal appartenait, en 1936, à Sidney Burney, un marchand d’art londonien qui l’avait mis aux enchères de Sotheby's à Londres (lot 54) en 1943 (non vendu ?), mais ne le vendra qu’en 1944 pour 400 livres à Mitchell-Hedges,. F.A. Michell-Hedges parle de l'achat de ce crâne dans une lettre à son frère, indiquant clairement qu'il provenait de la « Sydney Burney Collection ».
En novembre 2007, le mari de Anna Mitchell-Hedges, Bill Homann, fait examiner le crâne par l'anthropologue Jane MacLaren Walsh du Musée national d'histoire naturelle des États-Unis. Walsh procède à un examen détaillé du crâne en utilisant de la lumière ultraviolette, un microscope optique à haute puissance et la technique de tomographie axiale calculée par ordinateur. Homann rapporte à nouveau le crâne au musée en 2008 afin qu'il soit filmé pour un documentaire pour The Smithsonian Networks, Legend of the Crystal Skull. À cette occasion, Walsh fait réaliser deux ensembles de moules en silicone afin d’étudier les marques laissées par les outils utilisés lors de la conception du crâne puis en fait une analyse approfondie à l'aide d'un microscope électronique à balayage (SEM). Les micrographies réalisées au SEM ont apporté la preuve que le cristal avait été travaillé avec un outil rotatif à haute vitesse en métal dur et recouvert d'un abrasif solide, tel que le diamant. Les recherches approfondies de Walsh sur des artefacts du Mexique et d'Amérique Centrale ont montré que les artisans mayas antiques travaillaient la pierre en abrasant la surface avec des outils de pierre ou de bois, puis, plus tard, jusqu'à 1539, des outils de cuivre, combinés à une variété de sables abrasifs ou de pierre pulvérisée. Ces examens conduisent Walsh à la conclusion que le crâne a probablement été sculpté dans les années 1930 et qu'il était vraisemblablement basé sur le crâne du British Museum, exposé de manière assez continue à partir de 1898.

### Autres crânes de cristal célèbres

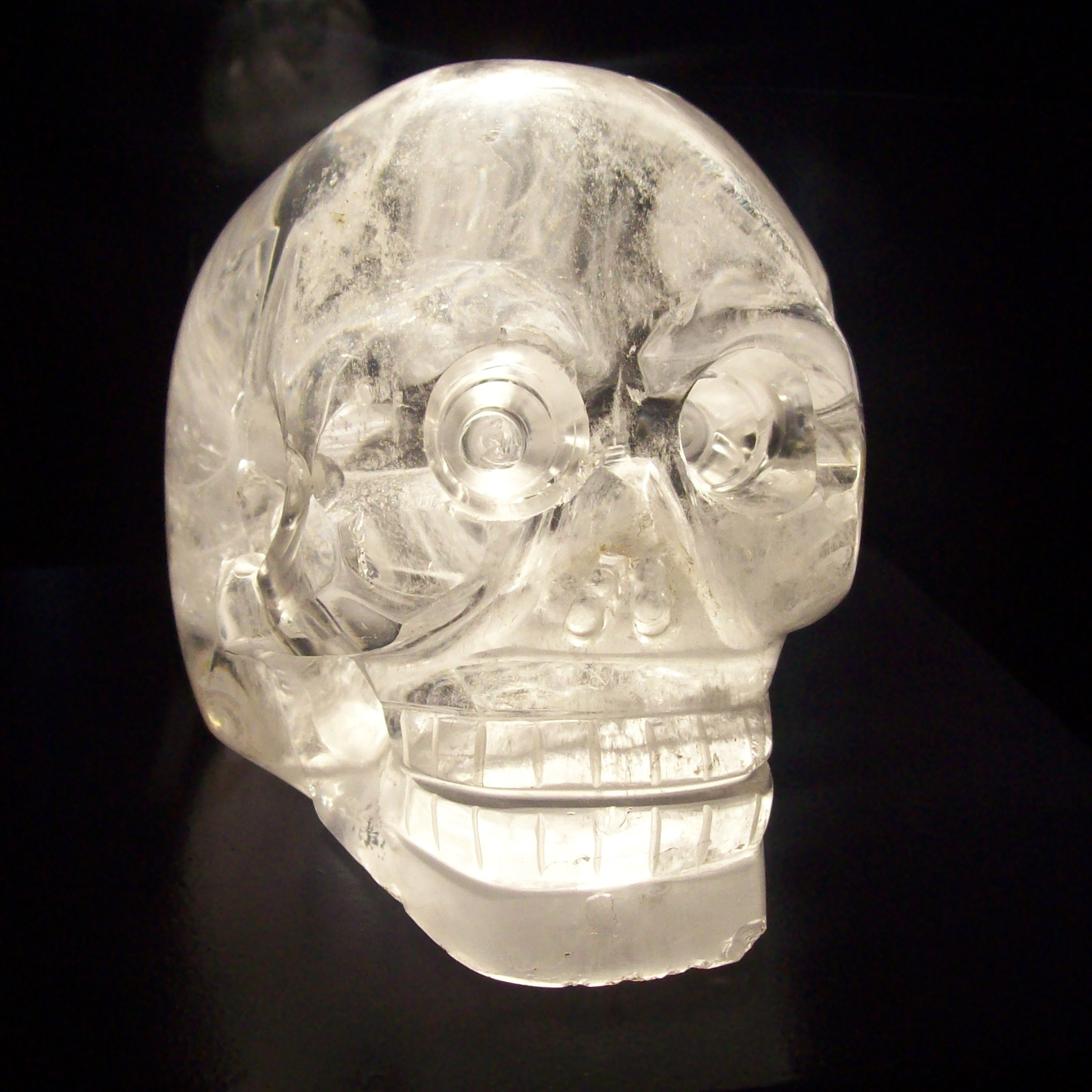
Crâne de cristal au musée du Quai Branly, Paris.

#### Collections publiques
Le crâne dit « de Paris », présenté autrefois au musée de l'Homme du palais de Chaillot, Trocadéro, et désormais dans les collections du musée du Quai Branly, est en quartz limpide d'une grande pureté, comme le crâne de Mitchell-Hedges. Il mesure 11 cm de haut et pèse 2 543 g (selon la notice du musée du Quai Branly) ; sa mâchoire n'est pas séparée du reste du crâne. Il est traversé de haut en bas par un orifice de forme bi-conique, particularité qui pourrait s'expliquer par le fait que le crâne constituait le support d'un crucifix. Offert par l’explorateur Alphonse Pinart en 1883, il fut le premier à entrer dans un musée. Selon Jacques Lévine, conservateur de la collection américaine du musée de l'Homme[réf. nécessaire], il a longtemps été considéré comme un chef-d’œuvre aztèque représentant Mictecacihuatl, divinité de la mort. Il est désormais rangé parmi une série d'objets du même type fabriqués au XIXe siècle en Allemagne à partir de quartz brésilien, fournies par l’antiquaire Eugène Boban de qui Alphonse Pinart tenait une partie de sa collection.

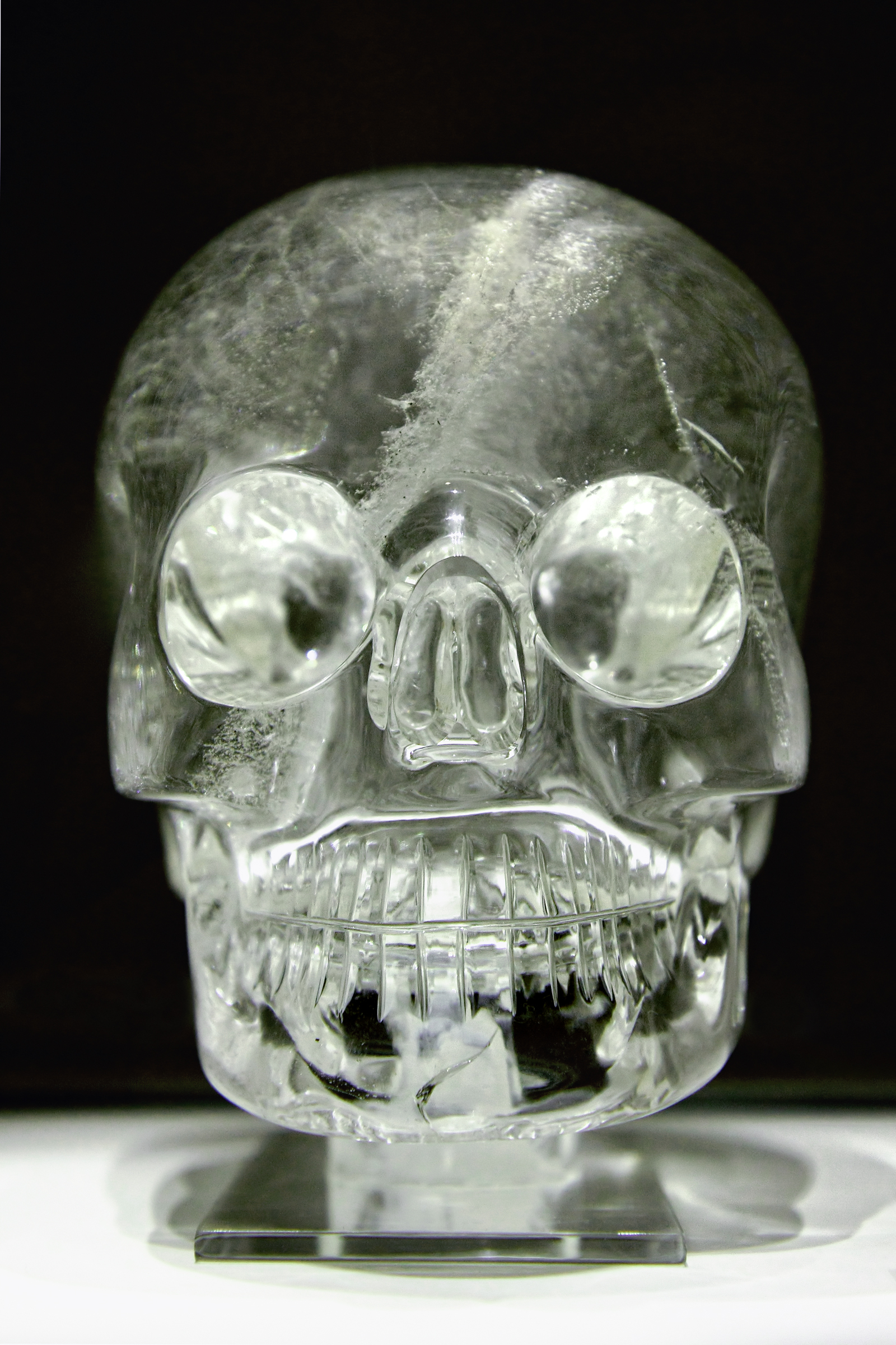
Crâne de cristal au British Museum, Londres.

Le crâne dit « de Londres » est conservé au British Museum. Il n'est pas translucide mais opaque. Il est considéré depuis la fin des années 1990 comme l’un des objets d'Eugène Boban, qui l’avait tout d’abord proposé sans succès au Smithsonian Institute. Il fut acquis par Tiffany & Co., à New York, à qui le musée le racheta en 1898 pour l’exposer comme objet précolombien.
Le crâne de la Smithsonian Institution à Washington est le plus grand (25,5 cm sur 22,5 cm) et le plus lourd (14 kg). Il n'est pas transparent, mais translucide et trouble. Il n'a pas la mâchoire séparée du crâne, mais il est creux avec des orbites vides à la façon d’un vrai fossile. Donné en 1990 par une personne disant en avoir fait l’acquisition dans les années 1960 au Mexique, il a tout d’abord été mis de côté en attendant le résultat d’une expertise. Celle-ci a rendu publics pour la première fois en 1992 les doutes portant sur l’authenticité des grands crânes de cristal.

#### Collections privées
Propriété de pratiquants New Age ou de guérisseurs, leur provenance supposée n’a fait l’objet d’aucune vérification officielle :
- Crâne détenu par Nick Nocerino (décédé en 2004), qui aurait été découvert par lui-même dans un temple mexicain de l'État du Guerrero. Inspiré par un shaman, il l’a surnommé Sha-Na-Ra.
- Crâne de cristal qui aurait été offert à Joann Parks par Norbu Chen, guérisseur tibétain. Il est surnommé Max ou crâne du Texas.

## Ésotérisme et légende
Selon les amateurs d'ésotérisme, dont la mouvance New Age, les crânes de cristal ont une origine et des pouvoirs surnaturels, comme celui de guérir ou de réfléchir la lumière en la projetant par les orbites. Mitchell-Hedges avait entouré son crâne, qu’il avait surnommé « crâne du destin funeste » (Skull of Doom), d’une aura un peu maléfique en prétendant que les prêtres mayas l’utilisaient pour des opérations de magie noire, mais les adeptes du New Age les considèrent généralement comme des objets positifs. Ils reprennent à leur compte des éléments du folklore mésoaméricain, comme la légende des crânes qui enrichissent ou celle des crânes chantants, ainsi qu'une légende d’esprit nationaliste datant, selon l’américaniste F. Gendron, du XIXe siècle : il existerait au Mexique douze crânes de cristal cachés lors de la conquête espagnole ; quand ils seront réunis, l’empire aztèque se reconstituera. 
Certaines structures se proposent de rassembler les aficionados des crânes, comme la Crystal Skulls Society International fondée en 1945 et basée en Californie, ou le World Mystery Research Center fondé en 2001 et basé aux États-Unis et en Hollande. L’intérêt pour les crânes de cristal est lié à la lithothérapie, et de manière générale aux pseudosciences.